# Ôm kế

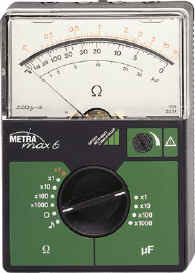
Một chiếc đồng hồ có thang đo điện trở được xem như là một Ôm kế

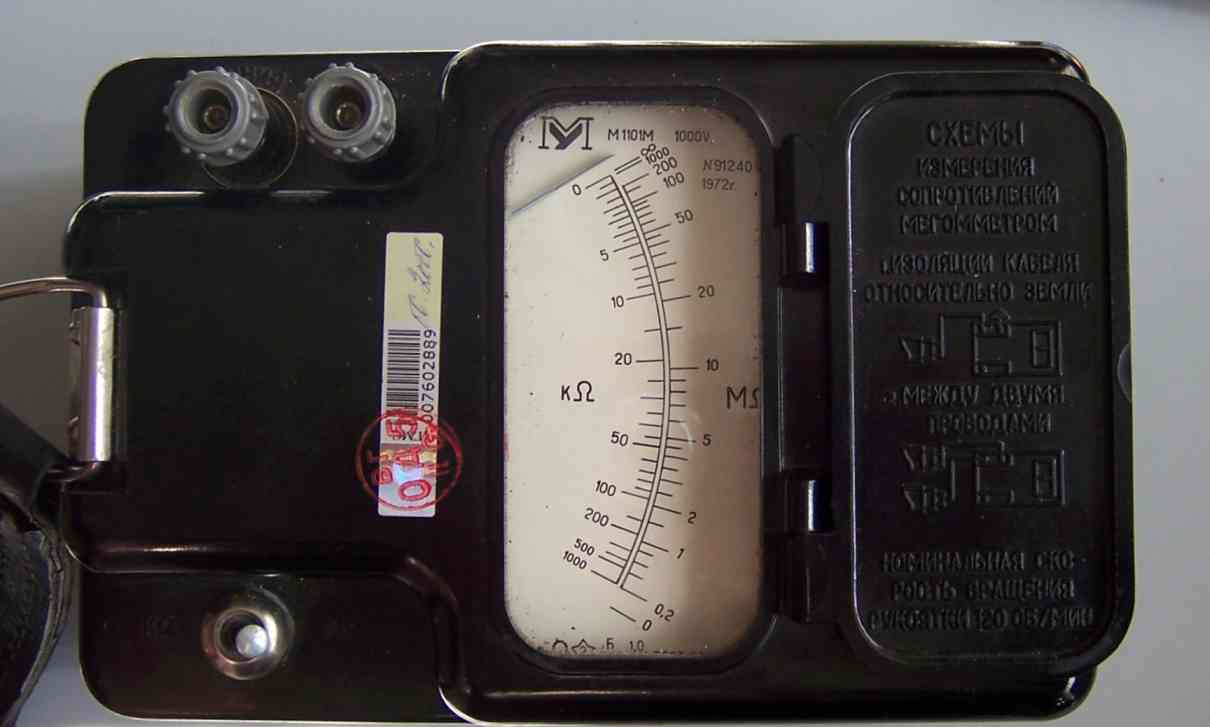
Mega Ôm kế

Ôm kế hay Ohmmeter  là dụng cụ đo lường điện dùng để đo điện trở của mạch điện hay khối vật chất. Kết quả đo điện trở theo đơn vị đo điện trở là Ôm, Ohm, hay ký hiệu là Ω. Đơn vị đo này đặt theo tên của nhà vật lý người Đức, Georg Simon Ohm.
Trong thực tế, khả năng đo của Ôm kế được chia ra các dải khác nhau: 
- Micro Ôm kế (microhmmeter hoặc micro-ohmmeter): thực hiện các phép đo điện trở thấp, như của kim loại.
- Ôm kế phổ biến: đo các điện trở thông thường.
- Mega Ôm kế (Megohmmeter, có hãng đăng ký tên là Megger): đo các giá trị lớn của điện trở, như độ cách điện của khối điện môi.

## Hoạt động
Thiết kế truyền thống của Ôm kế gồm một cục pin nhỏ cung cấp một điện thế cho điện trở. Một Gavanô kế đo cường độ dòng điện qua điện trở và theo định luật Ohm, suy ra trị số của điện trở:
{\displaystyle {R}={|\Delta V| \over I}}
Cùng với ampe kế, vôn kế, ôm kế còn được sử dụng như một chức năng của đồng hồ vạn năng.

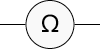
Ký hiệu Ôm kế
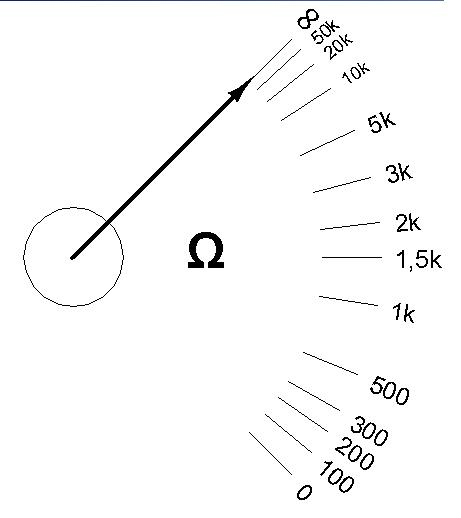
Mặt đồng hồ Ôm kế